# Sarah Lawrence College
Das Sarah Lawrence College ist eine private Hochschule in den Vereinigten Staaten. Es liegt in Yonkers im Bundesstaat New York, etwa 15 Meilen nördlich von Manhattan. Das College gehört zu den führenden Liberal-Arts-Colleges.
Das College wurde 1926 vom Immobilien-Tycoon William Van Duzer Lawrence auf seinem Grundstück bei Yonkers als Hochschule für Frauen gegründet und nach dessen Gattin benannt. Entsprechend der Zielgruppe der höheren Töchter war Bildungsziel nicht die Vorbereitung auf einen Beruf, sondern die Entwicklung der Persönlichkeit durch Allgemeinbildung, vornehmlich im schöngeistigen Bereich. Die bis heute beibehaltenen kleinen Studiengruppen, nach Modell von Oxford/Cambridge fördern das Bildungsziel. Der Zugang ist heute zwar immer noch elitär, vor allem aber teuer.
Mit Einführung der Koedukation im Jahre 1968 entfiel formal die Geschlechtertrennung. Davor gab es Diskussionen über eine mögliche Fusionierung mit der Princeton-Universität, die Verwaltung des College beschloss aber, unabhängig zu bleiben.
Das College bietet für seine Studenten viele internationale Austausch-Programme an, unter anderem in Oxford, London, Paris, Florenz und als einziges amerikanisches College ein Austausch-Programm in Kuba.

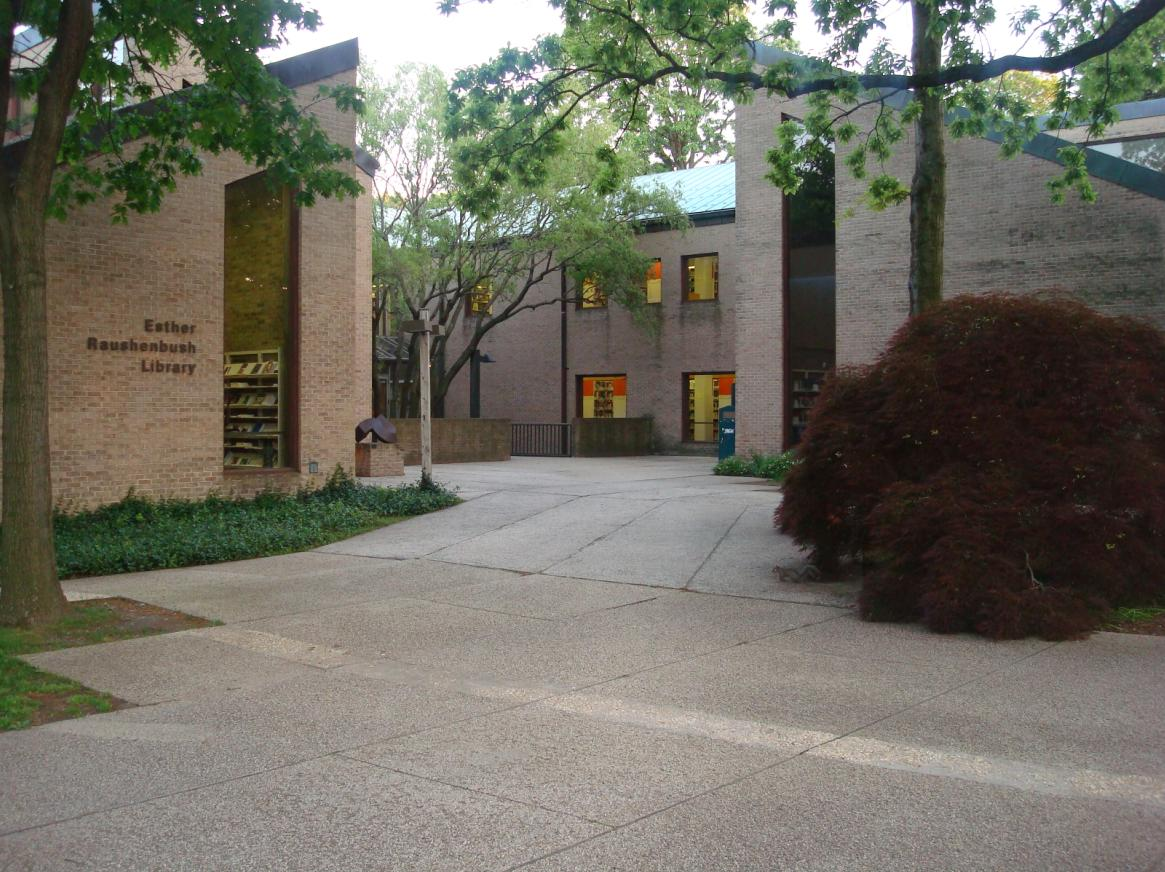
Bibliotheksgebäude der Universität

Politischer Aktivismus spielt eine zentrale Rolle für die Studenten. In der Vergangenheit setzten sich Studenten und Dozenten stark bei Protestbewegungen gegen den Vietnamkrieg, die Apartheid und den Irak-Krieg ein. Das College engagiert sich aktiv gegen sexuelle Belästigung.

## Zahlen zu den Studierenden, den Dozenten und zum Vermögen
Im Herbst 2021 waren 1.766 Studierende am Sarah Lawrence College eingeschrieben. Davon strebten 1.529 (86,6 %) ihren ersten Studienabschluss an, sie waren also undergraduates. Von diesen waren 78 % weiblich und 22 % männlich; 4 % bezeichneten sich als asiatisch, 5 % als schwarz/afroamerikanisch, 9 % als Hispanic/Latino, 57 % als weiß und weitere 8 % kamen aus dem Ausland. 237 (13,4 %) arbeiteten auf einen weiteren Abschluss hin, sie waren graduates. Es lehrten 257 Dozenten an der Universität, davon 92 in Vollzeit und 165 in Teilzeit. 2009 waren es 1.701 Studierende gewesen.
Der Wert des Stiftungsvermögens der Universität lag 2021 bei 140,6 Mio. US-Dollar und damit 27,6 % höher als im Jahr 2020, in dem es 110,2 Mio. US-Dollar betragen hatte. 2009 waren es 58,99 Mio. US-Dollar gewesen.

## Persönlichkeiten
siehe auch Kategorie:Hochschullehrer (Sarah Lawrence College)

### Dozenten
- Barry Altschul, Schlagzeuger
- Rudolf Arnheim, Medienwissenschaftler, Kunstpsychologe und Mitbegründer der modernen Kunstpädagogik
- Joseph Campbell, Autor, bekannt für seine Arbeiten auf dem Gebiet der Mythologie
- Billy Collins, Schriftsteller
- Dorothy DeLay, Violinpädagogin
- Norman Dello Joio, Komponist
- E. L. Doctorow, Schriftsteller und Publizist
- Maria Goeppert-Mayer, Nobelpreisträgerin für Physik 1963
- Paul Goodman, Autor
- Martha Graham, Tänzerin und Choreografin
- Allan Gurganus, Schriftsteller
- Mark Helias, Kontrabassist des Creative Jazz
- Eva Kollisch, Literaturwissenschaftlerin und Frauenforscherin
- Jane Kramer, Journalistin und Schriftstellerin
- Eduardo Lago, spanischer Schriftsteller und Essayist, gewann 2005 den Premio Nadal
- Gerda Lerner, Historikerin und Feministin
- Grace Paley, Schriftstellerin und politische Aktivistin
- Gilberto Perez, Filmhistoriker
- Franklin Delano Roosevelt III, Ökonom
- Theodore Roszak, Bildhauer
- Susan Sontag, Schriftstellerin, Essayistin, Publizistin und Regisseurin
- William Schuman, Komponist
- Joel Sternfeld, Fotograf
- Sara Wilford, Psychologin
- Marguerite Yourcenar, Schriftstellerin

### Absolventen
- David Lindsay-Abaire, Lyriker und Dramatiker, gewann 2007 den Pulitzer Prize
- J. J. Abrams, Film- und Fernsehproduzent, Drehbuchautor, Komponist und Regisseur
- Jane Alexander, Schauspielerin
- Janine Antoni, Bildhauerin und Künstlerin
- Beatrice Arthur, Schauspielerin und Komikerin
- Max Bemis, Sänger, Liedtexter und Komponist
- Yancy Butler, Schauspielerin
- Jill Clayburgh, Theater-, Film- und Fernsehschauspielerin
- Brian De Palma, Filmregisseur
- Cary Elwes, Schauspieler
- Rahm Emanuel, ehemaliger Stabschef unter Barack Obama, Bürgermeister von Chicago
- Deborah Feldman, Autorin
- Robin Givens, Schauspielerin
- Louise Glück, Dichterin, Nobelpreisträgerin
- Adam Goldberg, Schauspieler
- Lesley Gore, Sängerin, Songschreiberin und Schauspielerin
- Rachel Eliza Griffiths, Schriftstellerin, Fotografin, Multimediakünstlerin
- Noah Hawley, Film- und Fernsehproduzent, Drehbuchautor und Schriftsteller
- Lauren Holly, Schauspielerin
- Nancy Huston, französische Schriftstellerin
- John Jasperse, Choreograf und Tänzer
- Sue W.Kelly, ehemalige Kongressabgeordnete
- Christian Kracht, schweizerischer  Schriftsteller und Journalist
- Julianna Margulies, Schauspielerin
- Eric Mabius, Schauspieler
- Linda McCartney, Fotografin, Musikerin und Ehefrau von Paul McCartney
- Susan Meiselas, Fotografin
- Meredith Monk, Sängerin, Komponistin, Choreografin und Performance-Künstlerin
- Larisa Oleynik, Film- und Theaterschauspielerin
- Yoko Ono, japanisch-amerikanische Künstlerin, Filmemacherin, Komponistin experimenteller Musik und Sängerin
- Sam Robards, Schauspieler
- Jordan Peele, Filmschauspieler, Comedian, Regisseur und Drehbuchautor
- Holly Robinson Peete, Schauspielerin
- Elisabeth Röhm, Schauspielerin
- Carly Simon, Sängerin und Songschreiberin
- Alec Soth, Fotograf
- Ben Stiller, Schauspieler
- Barbara Walters, Journalistin, Autorin und TV-Persönlichkeit
- Vera Wang, Modedesignerin
- Sigourney Weaver, Schauspielerin
- Sara Wilford, Psychologin und Hochschullehrerin
- Joanne Woodward, Schauspielerin